# HMS Rodney (29)
HMS Rodney (29) var ett brittiskt slagskepp av Nelson-klass som beställdes 1922, påbörjades 1925 och sjösattes 1927. På grund av begränsningar genom Washingtonfördraget efter Washingtonkonferensen vägde skeppet endast 33 950 ton (41 250 ton med full last). Hela huvudbestyckningen om 9 st 40,6 cm kanoner stod för om bryggan, vilket möjliggjorde mer ekonomisk placering av pansarskyddet runt beväpning och maskineri. Max hastighet var endast 25 knop. Rodney deltog i sänkningen av det tyska slagskeppet Bismarck 27 maj 1941.